# Catastrophe du barrage du Val de Stava

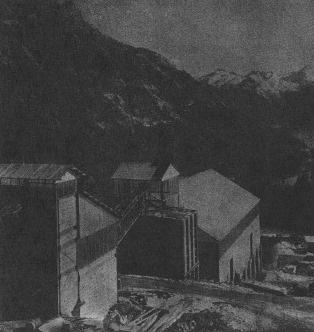
L'usine de traitement de la fluorite du Val de Stava (Trente) au début des années 60

La catastrophe du barrage du Val de Stava a lieu le 19 juillet 1985 dans le Trentin-Haut-Adige au nord-est de l'Italie. Deux barrages, situés à Stava (une frazione de la commune de Tesero dans le Val de Stava), retiennent les résidus d'une
exploitation minière du groupe industriel chimique Montecatini/Montedison. Le premier barrage cède à la suite de pluies très importantes. Ce bris entraîne celui d'un second barrage en aval. 160 000 m3 de boue dévalent alors la vallée sur plus de 4 km, atteignant une vitesse proche de 90 km/h et s'étalent sur une superficie d'environ 435 000 m2, ce qui raye de la carte le hameau de Stava et une partie de Tesero. Le bilan est de 268 morts.

## Description des deux barrages
Les deux barrages étaient des barrages de stériles miniers, un type de barrage en remblais destiné à retenir les eaux de l'exploitation minière.
Une machine, appelée hydrocyclone, sépare l’eau et le sable qui sont rejetés par l’exploitation minière (le sable devient le mur externe et l’eau est contenue par ce mur). La sécurité dépend du mur extérieur. Le liquide contenu est évacué par des tuyaux. Plus on déverse de déchets miniers, plus la structure s’élève, c’est ainsi qu’en vingt ans les deux barrages du val de Stava ont atteint trente mètres de hauteur.

## Causes
Deux secousses ont été enregistrées par un sismographe à trente secondes d’intervalle dans une vallée à proximité du val de Stava. La rupture du barrage supérieur correspond à la première secousse, et la rupture du barrage inférieur sous l’effet du poids correspond à la deuxième secousse.
Six mois avant la catastrophe, la compagnie minière a rencontré un problème inattendu : en janvier 1985 un petit glissement de terrain s’est produit au niveau du mur externe du barrage supérieur. Un énorme trou large de vingt mètres s’est alors formé, permettant à l’eau du bassin de fuir. Cette fuite s’est prolongée jusqu’à des réparations d’urgence en mars. En mai, de nouveaux travaux de réfection ont eu lieu et la compagnie a dû vider les deux bassins. Les deux barrages n’ont été remis en service que le 15 juillet 1985, c'est-à-dire quatre jours avant la catastrophe, l’eau ayant érodé la paroi du barrage supérieur. Dès qu’une grande quantité d’eau pénètre le mur du barrage, celui-ci devient instable. L’eau a saturé le réservoir créant un trou de vingt mètres, et six mois plus tard, c’est le barrage entier qui cède. Mais les enquêteurs se demandent comment l’eau a-t-elle pu pénétrer le mur extérieur ? Quel a été l’élément déclencheur de l’accident ? Les enquêteurs sont sûrs que le barrage supérieur s’est effondré comme un château de sable. Un tuyau aurait dû évacuer l’eau avant qu’elle n’atteigne un niveau critique : si la pression de l’eau est excessive le liquide pénètre la paroi qui finit par s’effondrer. Pour les enquêteurs le doute n’est plus permis, c’est bien ce qui s’est passé. Les enquêteurs étudient donc les phénomènes météorologiques des 66 années précédentes, les experts découvrent alors que la pluviosité était maximale. 1985 a été une année record dans la pluviosité, puisque les précipitations ont été supérieures à la normale de presque 22 %. Pour les experts c’est une piste intéressante. Ils sont certains que ces pluies records ont joué un rôle dans l’élévation du niveau de l’eau, mais ils ne sont pas convaincus qu’il s’agit du seul facteur à prendre en compte. Ils savent que les bassins ont été conçus pour résister aux fortes pluies. Cependant ; l’hiver précédent, il y a eu un enneigement important. À la fin de la saison, la neige a fondu et a fortement contribué à la catastrophe. Selon les experts, le dégel a produit des quantités d’eau supérieures à la moyenne. Une partie de l’eau s’est déversée dans les barrages de stériles. Le problème de la pression est donc résolu.
Mais les experts ne peuvent croire que la fonte des neiges et les fortes pluies expliquent la catastrophe. De fait, le barrage supérieur a fui pour la première fois en janvier, avant que les précipitations aient pu jouer un rôle. Les enquêteurs examinent donc les décombres des barrages et ils découvrent le tuyau d’assèchement cassé. Cette fois la piste est prometteuse, et de fait, en examinant le tuyau, les enquêteurs font une découverte importante : des traces de réparations. Un bout de tuyau a été remplacé et au fil des ans, le poids des stériles miniers a déformé cette section. Le tuyau a dû se détacher de ses points d’ancrages, créant des fuites qui ont rendu le système de drainage inutile, car, au lieu d’évacuer l’eau le tuyau la répandait dans le réservoir. Ainsi la pression dans le bassin augmentait et de plus en plus d’eau pénétrait le mur du barrage, l’affaiblissant progressivement. Les enquêteurs se posent une question : quand le niveau d’eau a-t-il atteint un niveau critique ? Ils réalisent alors que les réparations d’urgences réalisées deux mois avant l’accident ont dû aggraver la situation. Pour faire ces travaux, la compagnie minière a vidé les deux bassins. Quand l’eau a été évacuée, le tuyau a peut-être été déformé encore plus, agrandissant sûrement les fuites. Puis trois semaines avant l’accident, les réservoirs sont remplis de nouveau, et quatre jours avant la catastrophe, les opérations d’extraction reprennent. Les déchets sont déversés dans les barrages mais le tuyau cassé ne peut évacuer l’eau en trop, de plus, la pluviosité et le dégel ont atteint leur niveau maximal. La pression exercée sur la paroi est trop grande pour que le barrage puisse résister. Le liquide s’échappe par le mur extérieur c’est-à-dire l’endroit qui offre le moins de résistance : de fait, celui-ci ne reste stable que s’il est sec. Finalement la pression est trop forte et le barrage supérieur s’effondre. Cependant les enquêteurs restent perplexes. En étudiant les témoignages des rescapés, ils réalisent que la puissance de la coulée de boue est tout à fait exceptionnelle. Les mesures des sismographes permettent aux enquêteurs de déterminer que la coulée de boue atteint une vitesse de 90 km/h, vitesse plus proche de celle d’un raz-de-marée.
En étudiant les comptes rendus d’effondrement des barrages, les enquêteurs ont pu savoir pourquoi la coulée de boue de Stava a causé tant de dégâts.
- 210 secondes avant la catastrophe, le mur extérieur est saturé d’eau mais résiste encore. Une seconde plus tard, la paroi cède et entraîne un choc plus fort que les secousses enregistrées habituellement dans cette zone. Il s’est produit un phénomène de liquéfaction, c'est-à-dire que l’eau sous haute pression pénètre une structure solide composée de grains de sable. Les particules se dissocient et entrent en suspension dans le liquide, formant une substance très dense (presque deux fois plus que l’eau), mais avec toutes les propriétés d’un corps fluide. C’est ce qui s’est produit lorsque le barrage supérieur s’effondre.
- 209 secondes avant la catastrophe, le barrage extérieur se transforme en sable mouvant. Les grains ont perdu leur capacité à s’agréger pour former une structure solide.
- 198 secondes avant la catastrophe, ce liquide très dense contenant des particules en suspension s’échappe du barrage supérieur pour se déverser dans celui en dessous, dont la surcharge atteint un point critique. 19 secondes durant, la boue liquéfiée des deux barrages s’amasse.
- 178 secondes avant la catastrophe, le barrage inférieur atteint le point de rupture et laisse s’échapper les déchets liquéfiés.

Les enquêteurs étudient les rapports de maintenance des deux barrages de stériles. Les enquêteurs veulent s’assurer que la compagnie minière a régulièrement vérifié la stabilité des ouvrages, or certains tests ont mis en évidence l’inclinaison excessive du bassin supérieur, d’où son instabilité. Puis les experts procèdent à la reconstitution de la chaîne fatale des événements et font d’autres découvertes : le sol ne convient pas au barrage, car il est trop marécageux pour que le drainage fonctionne bien, ce qui est une condition essentielle à la stabilité des ouvrages (les murs ne peuvent pas sécher et se stabiliser) ; les fondations du barrage supérieur reposent partiellement sur le barrage inférieur, donc l’ouvrage est construit en partie sur une boue humide et non pas un sol compact ; enfin, la mauvaise réparation du tuyau abîmé dans le bassin supérieur. Toutes ces anomalies font que le barrage était une catastrophe en puissance.

## Conséquences
4,041 280 5 km2 de la vallée (longueur : 4,2 km) de Stava ont été touchés.
Dommages à la propriété
- 3 hôtels, 53 maisons, 6 hangars et 8 ponts ont été complètement détruits.
- 9 bâtiments ont été gravement endommagés.
- Des centaines d’arbres ont été déracinés.

Les victimes
- Il y a eu 268 morts dont : 28 enfants de moins de 10 ans ; 31 enfants de 10 à 18 ans ; 89 hommes et 120 femmes.
- Très peu de personnes ont été blessées et extraites vivantes des décombres : la violence et la vitesse de la coulée de boue ne leur avaient pas donné une seule chance.

La zone touchée par la coulée de boue a été restaurée immédiatement après la catastrophe, alors que la zone des résidus des barrages ne l’a été que trois ans plus tard. Par un décret adopté peu après la catastrophe, l'Italie a prononcé la répartition des fonds nécessaires pour la reconstruction de la région. Les fonds ont été distribués aux héritiers des victimes et des propriétaires dont les bâtiments et les entreprises ont été détruites pendant la catastrophe, pour relancer leurs entreprises et reconstruire leurs maisons. La reconstruction a été achevée en environ quinze ans. L’Italie a maintenant une nouvelle vallée de Stava intacte. En conformité avec le nouveau plan de développement, tous les bâtiments détruits le long de la rivière Stava ont été reconstruits ailleurs.

### Documentaires télévisés
- La Minute de vérité, Le barrage Stava, 11e épisode de la 1re saison (2004).